# Spirembolus perjucundus
Spirembolus perjucundus là một loài nhện trong họ Linyphiidae.
Loài này thuộc chi Spirembolus. Spirembolus perjucundus được miêu tả năm 1925 bởi Crosby.